# Yusuf Estes
Yusuf Estes, (né Joseph Estes le 1er janvier 1944) est un ancien aumônier et un ex-chrétien devenu musulman. Il est membre du Bureau fédéral des prisons aux États-Unis comme imam, ainsi que délégué islamique à la Conférence de Paix des Nations unies des dirigeants religieux, qui s'est tenue en septembre 2000, en tant que musulman. Il travaille surtout à la diffusion de l'islam aux États-Unis et participe souvent à des réunions islamiques en tant que consultant ou conférencier. On le voit aussi fréquemment sur plusieurs chaînes de télévision islamiques.

## Biographie

### Vie privée
Yusuf Estes est né dans l'Ohio aux États-Unis, et a grandi à Houston au Texas dans une famille chrétienne protestante évangélique pieuse et de tendance conservatrice, membre des Disciples du Christ, confession religieuse créée par Barton W. Stone au milieu du XIXe siècle non reconnue par la Confédération protestante américaine.
De 1962 à 1990, il fait carrière dans l'industrie musicale, dans le divertissement, dans le commerce, jusqu'à sa faillite retentissante, travaillant en tant qu'éducateur dans le domaine de la musique et pasteur chargé de la musique. Sa famille possédait plusieurs marques d'instruments de musique parmi lesquelles Estes Piano et Organ Company qu'il a menées à la faillite. Il a produit et dirigé des émissions de variété en direct aux États-Unis à partir du milieu des années 1960. Sa dernière émission de télévision musicale se tenait en Floride sur une chaîne du câble et s'intitulait Estes Music Jamboree.
Yusuf Estes est actuellement semi-retraité, il vit avec sa femme dans la banlieue de Washington en Virginie, aux États-Unis

### Conversion à l'islam
Yusuf Estes s'est converti à l'islam en 1991 après avoir rencontré un Égyptien nommé Mohammed Abderrahman, une relation d'affaires de son père. Il fut séduit par l'islam alors qu'il essayait de convertir Mohammed au christianisme. Après une série de coïncidences, Mohammed et un certain Pete Jacob, un inconnu que Yusuf Estes avait recueilli dans un foyer de sans-abris, se sont retrouvés à habiter chez Yusuf Estes pendant plusieurs mois. Cela se traduisait quotidiennement par des dîners pendant lesquels on discutait de religion, ce qui a duré des mois et qui finalement, a abouti à la conversion de la femme de Yusuf Estes et de Pete à l'islam, Pete étant marié mais sans abri. Cette tournure des choses, ainsi que ses nouvelles connaissances en matière d'islam ont incité Yusuf Estes à reconsidérer et à mettre en balance ses propres croyances concernant le christianisme, notamment le concept de Trinité qu' il considère comme incohérent et trop proches de certaines croyances païennes, et il s'est converti à l'islam.

### Activités islamiques
Depuis sa conversion, Yusuf Estes a étudié l'arabe et le Coran en Égypte, au Maroc et en Turquie. Il a développé une passion pour l'étude comparée des mots du Coran et de la Bible, notant que, s'il n'avait pas opté pour la vocation d'aumônier dans les prisons américaines, et s'il avait obtenu son bac, il aurait pu envisager de faire un peu d'études et de devenir entomologiste.
Depuis 2004, Yusuf Estes a régulièrement participé aux émissions de Islam Channel, ainsi qu'à celles de Peace TV et de Huda TV, chaînes islamiques émettant 24/7 dans plusieurs pays à travers le monde, par satellite et par l'intermédiaire du site WatchIslam.com TV Channels.
Ses dernières activités s'orientent vers les jeunes musulmans anglophones et se composent entre autres de diffusion de vidéos en ligne.
Sa dernière émission de télévision est destinée aux enfants anglophones de parents musulmans et s'intitule Qasas Ul Anbiya - Stories of the Prophets (Histoires des prophètes).
Ses activités islamiques ont consisté en :
- Imam bénévole sur une base militaire du Texas.
- Aumônier national américain au Bureau fédéral des prisons, dès 1994.
- Délégué à la Conférence de Paix des Nations unies des dirigeants religieux en 2000.
- Invité à des conférences en université (notamment à Carnegie Mellon Qatar).
- Créateur de sites internet islamiques hi-tech, incluant des salons de tchat, de la visioconférence, des sites d'information et des sites de jeu pour les jeunes.
- Yusuf Estes désapprouve l'enseignement public aux États-Unis pour les enfants musulmans, et recommande des écoles où ils pourraient recevoir un enseignement religieux mais également un enseignement scolaire de haut niveau.

Le 24 novembre 2017, le Ministère des Affaires Intérieures de Singapour lui refuse le droit d'entrer sur le territoire, au motif que ses propos dénigrants envers les autres religions ne peuvent être tolérés dans ce pays dont la population est multiraciale et multireligieuse.